# Led Zeppelin North American Tour 1971
Led Zeppelin North American Tour 1971 – siódma amerykańska trasa koncertowa Led Zeppelin z 1971 r. Na tej trasie zespół zarobił 1 mln $. Trasa obejmowała również "na rozgrzewkę" dwa koncerty w Szwajcarii.

## Program koncertów
1. "Immigrant Song"
2. "Heartbreaker"
3. "Since I've Been Loving You"
4. "Out on the Tiles"/"Black Dog"
5. "Dazed and Confused"
6. "Stairway To Heaven"
7. "Celebration Day"
8. "That's the Way"
9. "Going to California"
10. "What Is And What Should Never Be"
11. "Moby Dick"
12. "Whole Lotta Love"

22 sierpnia 1971 r. podczas koncertu w Inglewood zespół rozpoczął koncert utworem "Walk Don't Run".
Bisy:
1. "Communication Breakdown"
2. Organ Solo (Jones)/"Thank You"
3. "Rock and Roll"

22 sierpnia podczas koncertu w Inglewood zespół do powyższych bisów dodał utwór "Weekend".

## Lista koncertów

### Koncerty "na rozgrzewkę"
- 7 i 8 sierpnia - Montreux, Szwajcaria - Montreux Casino

### Ameryka Północna
- 19 sierpnia - Vancouver, Kolumbia Brytyjska, Kanada - Pacific Coliseum
- 20 sierpnia - Seattle, Waszyngton, USA - Seattle Center Coliseum
- 21 i 22 sierpnia - Inglewood, Kalifornia, USA - The Forum
- 23 sierpnia - Fort Worth, Teksas, USA - Tarrant County Convention Center
- 24 sierpnia - Dallas, Teksas, USA - Memorial Auditorium
- 26 sierpnia - Houston, Teksas, USA - Hofheinz Pavillion
- 27 sierpnia - Oklahoma City, Oklahoma, USA - Civic Auditorium
- 28 sierpnia - St. Louis, Missouri, USA - St. Louis Arena
- 29 sierpnia - Nowy Orlean, Luizjana, USA - Municipal Auditorium
- 31 sierpnia - Orlando, Floryda, USA - Orlando Sports Stadium
- 1 września - Pembroke Pines, Floryda, USA - Hollywood Sportatorium
- 3 września - New York City, Nowy Jork, USA - Madison Square Garden
- 4 września - Toronto, Ontario, Kanada - Maple Leaf Gardens
- 5 września - Chicago, Illinois, USA - Chicago Amphitheater
- 6 września - Boston, Massachusetts, USA - Boston Garden
- 9 września - Richmond, Wirginia, USA - Richmond Coliseum
- 10 września - Syracuse, Nowy Jork, USA - Onondaga Veterans Auditorium
- 11 września - Rochester, Nowy Jork, USA - War Memorial Auditorium
- 13 i 14 września - Berkeley, Kalifornia, USA - Berkeley Community Theatre
- 16 i 17 września - Honolulu, Hawaje, USA - Neal S. Blaisdell Arena